# 21652 Vasishtha
21652 Vasishtha este un asteroid din centura principală de asteroizi.

## Descriere
21652 Vasishtha este un asteroid din centura principală de asteroizi. A fost descoperit pe 22 iulie 1999 la Socorro, New Mexico, în cadrul proiectului LINEAR. Asteroidul prezintă o orbită caracterizată de o semiaxă mare de 2,61 ua, o excentricitate de 0,25 și o înclinație de 12,0° în raport cu ecliptica.